# 夏耕之尸
《山海經·大荒西經》中描述，有個人沒有腦袋，手執矛和盾站立著，這個人名叫夏耕之屍。原來成湯在章山討伐夏桀，打敗夏桀後，當著他的面砍下了夏耕的腦袋。夏耕的屍體站在那裡，沒有腦袋，為了逃避罪責，他就躲到了巫山之中。夏耕是人名，可能是夏桀的臣屬。在西北海的外面，黑水的北面，有一種人身上長著翅膀，叫做苗民。顓頊生了驩頭，驩頭生了苗民，苗民都以厘為姓，以肉為食。有一座山叫做章山。章山就是成湯討伐夏桀的地方。
《山海經·海外西經》中還有一個無頭之屍，夏耕之屍於刑天頗有些相似。刑天與黃帝爭權被斬首，被埋葬到常羊之山，一說西南大荒之中隅有常羊之山。